# Jan Macháček (ragbista)
Jan Macháček (* 15. února 1972, Praha) je bývalý český reprezentant v ragby, učitel, trenér a manažer. Během své kariéry působil v několika zahraničních klubech a je považován za jednoho z nejvýznamnějších českých ragbistů.

## Kariéra hráče
Macháček začal s ragby v patnácti letech v RC Slavia Praha. V roce 1995 odešel na Nový Zéland, kde hrál za klub Dunedin Pirates. Následně působil v evropských klubech: Newport RFC a Pontypridd RFC ve Walesu, Sale Sharks v Anglii a Clermont Auvergne ve Francii. V roce 2001 se s Clermontem probojoval do finále francouzské ligy Top 14. Je jediným Čechem, který si zahrál za prestižní výběr světa Barbarian F.C.

## Reprezentace

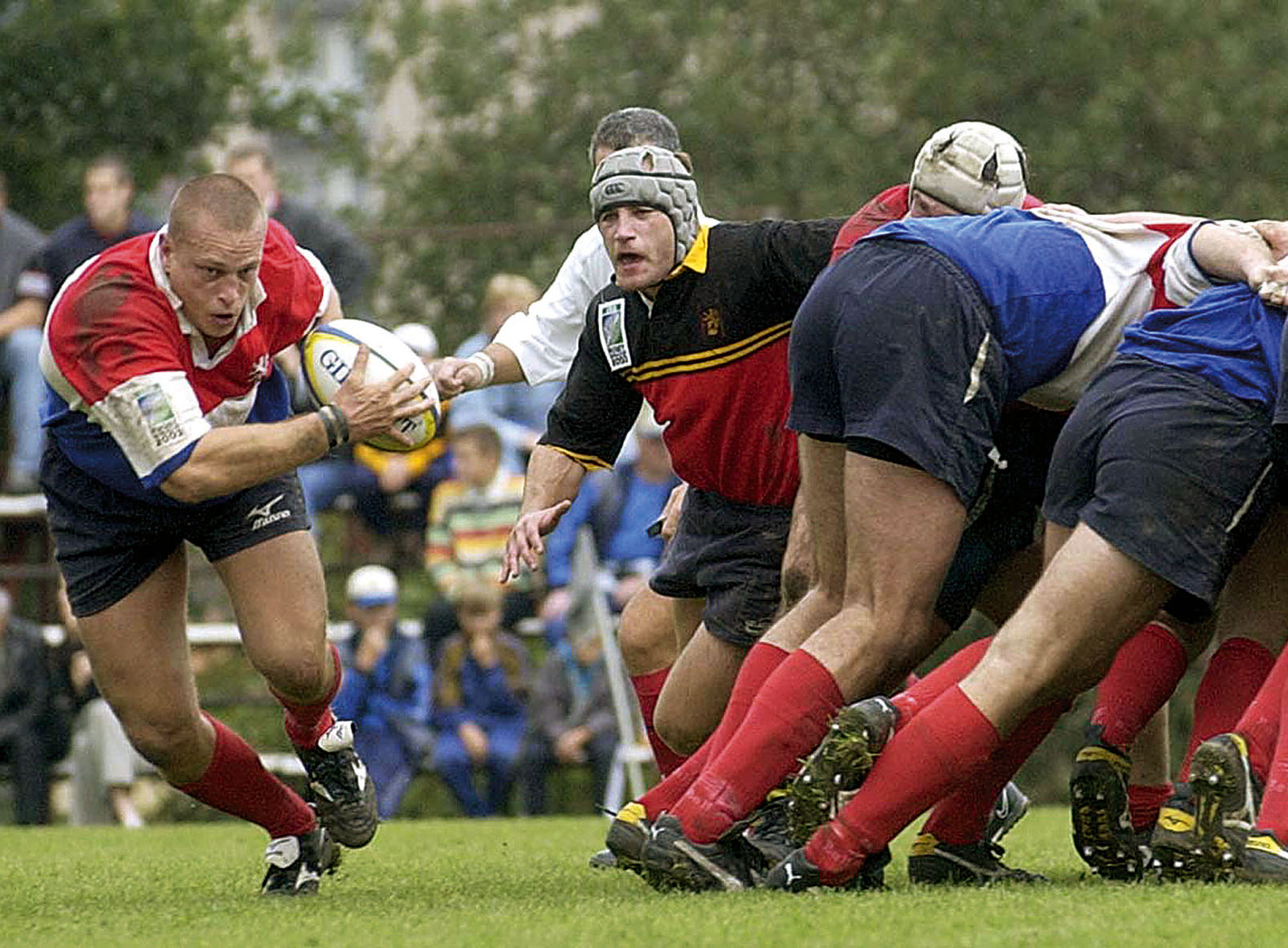
Jan Macháček při hře v roce 2002

Za českou reprezentaci odehrál v letech 1993 až 2009 celkem 55 zápasů. Poslední utkání absolvoval 16. prosince 2009 při výhře 17:5 nad Hongkongem.
Mnohokrát reprezentoval ČR i v sedmičkovém ragby.
Pětkrát byl vyhlášen Ragbistou roku (1994, 1996, 1998, 2000, 2001).

## Trenérská a organizační činnost
Po ukončení hráčské kariéry se věnoval trénování a rozvoji ragby v Česku. Je předsedou a šéftrenérem klubu Ragby Olymp v Praze 6. Spoluzaložil program „Trenéři ve škole“, který podporuje sportovní aktivity dětí na základních školách.

## Podnikání
Macháček je zakladatelem a bývalým ředitelem společnosti Infonia, která se specializuje na IT řešení v oblasti Internetu. Firma se podílela na tvorbě webových stránek mimo jiné i pro sportovní organizace.

## Publikace
V roce 2023 vydal spolu s Radimem Jebavým knihu „Zahrajte si ragby“, která slouží jako praktická příručka pro začínající hráče a trenéry.

## Osobní život
Macháček vystudoval informatiku na Matematicko-fyzikální fakultě Univerzity Karlovy a později absolvoval Fakultu tělesné výchovy a sportu téže univerzity. V mládí se věnoval také hokeji a judu.